# Ligne 1 du métro d'Athènes
La ligne 1 du métro d’Athènes (grec moderne : Γραμμή 1), ou ligne verte, encore appelée par les Athéniens « l’électrique » (Ηλεκτρικός), est la ligne la plus ancienne du métro d'Athènes. Elle relie Kifissiá au Pirée, via Omónia et Monastiráki.

## Histoire
Le premier tronçon de la ligne 1 (ligne verte) a été inaugurée le 27 février 1869. Il s'agissait alors d'un train à vapeur reliant Athènes au port du Pirée et connu sous le nom "le monstre de Kifissia" (το θηρίο τής Κηφισιάς)
La ligne a été électrifiée en 1904. Les travaux du prolongement vers le nord de l'agglomération ont été lancés après la Seconde Guerre mondiale et le premier tronçon long de 1 100 mètres de la ligne nouvelle a été mis en service 1er mars 1948. Après neuf ans de travaux et un prolongement totalisant environ 16 km, le 10 août 1957 la ligne a atteint son terminus nord actuel, la station de Kifissiá. Dès lors, outre l'ouverture de cinq nouvelles stations, la ligne n’a vu aucune extension.

## Stations
|  |   |  | Station                        | Coordonnées                  | Commune (district régional)  | Ouverture          | Sites d’intérêt                                      | Correspondance(s) |
|  | - |  | ------------------------------ | ---------------------------- | ---------------------------- | ------------------ | ---------------------------------------------------- | ----------------- |
|  | o |  | Le Pirée                       | 37° 56′ 53″ N, 23° 38′ 34″ E | Le Pirée (district du Pirée) | 27 février 1869    | Port du Pirée                                        | Π1 Π2             |
|  | ο |  | Fáliro                         | 37° 56′ 42″ N, 23° 39′ 55″ E | Le Pirée (district du Pirée) | 9 août 1882        |                                                      |                   |
|  | • |  | Moscháto                       | 37° 57′ 19″ N, 23° 40′ 50″ E | Moscháto (Athènes-Sud)       | 9 août 1882        |                                                      |                   |
|  | • |  | Kallithéa                      | 37° 57′ 37″ N, 23° 41′ 49″ E | Kallithéa (Athènes-Sud)      | 1er juillet 1928   |                                                      |                   |
|  | • |  | Távros - Elefthérios Venizélos | 37° 57′ 45″ N, 23° 42′ 12″ E | Távros (Athènes-Sud)         | 6 février 1989     |                                                      |                   |
|  | • |  | Petrálona                      | 37° 58′ 06″ N, 23° 42′ 33″ E | Athènes                      | 22 novembre 1954   |                                                      |                   |
|  | • |  | Thissío                        | 37° 58′ 36″ N, 23° 43′ 13″ E | Athènes                      | 27 février 1869    | Agora d'Athènes Héphaïstéion Céramique               |                   |
|  | o |  | Monastiráki                    | 37° 58′ 33″ N, 23° 43′ 31″ E | Athènes                      | 17 mai 1895        | Agora d'Athènes Agora romaine Bibliothèque d'Hadrien | (3)               |
|  | o |  | Omónia                         | 37° 59′ 03″ N, 23° 43′ 41″ E | Athènes                      | 17 mai 1895        | Place Omónia                                         | (2)               |
|  | • |  | Victória                       | 37° 59′ 35″ N, 23° 43′ 49″ E | Athènes                      | 1er mars 1948      | Musée national archéologique d'Athènes Champ-de-Mars |                   |
|  | o |  | Attikí                         | 37° 59′ 59″ N, 23° 44′ 22″ E | Athènes                      | 30 juin 1949       |                                                      | (2)               |
|  | • |  | Ágios Nikólaos                 | 38° 00′ 25″ N, 23° 43′ 40″ E | Athènes                      | 12 février 1956    |                                                      |                   |
|  | • |  | Káto Patíssia                  | 38° 00′ 43″ N, 23° 43′ 43″ E | Athènes                      | 12 février 1956    |                                                      |                   |
|  | • |  | Ágios Elefthérios              | 38° 01′ 12″ N, 23° 43′ 54″ E | Athènes                      | 4 août 1961        |                                                      |                   |
|  | • |  | Áno Patíssia                   | 38° 01′ 26″ N, 23° 44′ 10″ E | Athènes                      | 12 février 1956    |                                                      |                   |
|  | • |  | Perissós                       | 38° 01′ 58″ N, 23° 44′ 41″ E | Néa Ionía (Athènes-Nord)     | 14 mars 1956       |                                                      |                   |
|  | • |  | Pefkákia                       | 38° 02′ 14″ N, 23° 45′ 01″ E | Néa Ionía (Athènes-Nord)     | 5 juillet 1956     |                                                      |                   |
|  | • |  | Néa Ionía                      | 38° 02′ 30″ N, 23° 45′ 18″ E | Néa Ionía (Athènes-Nord)     | 14 mars 1956       |                                                      |                   |
|  | • |  | Iráklio                        | 38° 02′ 47″ N, 23° 45′ 58″ E | Héraklion (Athènes-Nord)     | 4 mars 1957        |                                                      |                   |
|  | • |  | Iríni                          | 38° 02′ 36″ N, 23° 47′ 00″ E | Maroússi (Athènes-Nord)      | 3 septembre 1982   | Complexe olympique                                   |                   |
|  | o |  | Neratziótissa                  | 38° 02′ 43″ N, 23° 47′ 35″ E | Maroússi (Athènes-Nord)      | 6 août 2004        |                                                      | Π1 Π4 Π5          |
|  | • |  | Maroússi                       | 38° 03′ 22″ N, 23° 48′ 18″ E | Maroússi (Athènes-Nord)      | 1er septembre 1957 |                                                      |                   |
|  | • |  | KAT                            | 38° 03′ 57″ N, 23° 48′ 15″ E | Kifissiá (Athènes-Nord)      | 27 mars 1989       |                                                      |                   |
|  | • |  | Kifissiá                       | 38° 04′ 24″ N, 23° 48′ 30″ E | Kifissiá (Athènes-Nord)      | 10 août 1957       |                                                      |                   |

- Caractères gras : origine et destination des missions
- Mise à jour le 11 octobre 2022